# ウィッチャーV 湖の貴婦人
『ウィッチャーV 湖の貴婦人』（みずうみのきふじん、ポーランド語: Pani Jeziora）は、1999年に発表されたポーランドのファンタジー作家アンドレイ・サプコフスキによる長編小説。同作者の代表作であるウィッチャーシリーズの長編第5作目で本編の最終巻である。
日本語版は2019年に早川書房より出版された。

## あらすじ
古代ブリテンのアーサー王に仕える円卓の騎士である若きガラハッドは湖で水浴びをしている美しい女性と出会い、彼女が伝説にある「湖の貴婦人」（湖の乙女）であると考える。しかし、彼女の正体は異世界から転移して来たシリであり、決してハッピーエンドではないと念を押して、これまでの物語を語る。また、別の視点では本編の数世紀後の北方諸国において、ゲラルトとシリの伝説を研究する女魔術師で、「湖の貴婦人」の異名をとるニムエと、彼女に弟子入りする同じく研究者である夢見術士でもある魔術師コンドワイラマーズが、それら情報追うことが描かれる。
シリは「アルダーの民」と呼ばれるエルフたちの暮らす異世界にいた。エルフの賢者アヴァラックは、太古の有力なエルフの魔術師であったララ・ドレンの最後の子孫であるシリの子供が世界の崩壊を救う救世主になると話す。そのためにアルダーの王オーベロン・ミュルセタクと子を成すことを命じ、それまで元の世界に戻ることを禁じられる。当初は拒否するシリであったが、元の世界に帰りたいこと、また彼らと交流を重ねるうちに態度を軟化させたこともあってオーベロンの肉体関係を持つ。しかし、子は孕まず、オーベロンは度重なる強精剤の服用によって亡くなる。間もなく、かつて出会ったユニコーンと再会し、時空を超える力を開花させたシリは、アルダーの民の世界より自力脱出する。しかし、力のコントロールがうまくできず、すぐには元の世界に帰ることは叶わず、様々な世界を転々とすることになる。
一方、シリを探したいゲラルト一行であったが、手掛かりを完全に失い、さらに領主アンナ・ヘンリエッタの下で盛大な歓待を受け、トゥサンで不本意な長逗留をしていた。自分たちがシリを確保したい女魔術師結社もまた一員であるフリンギラ・ヴィゴが正体を隠してゲラルトに近づき、トゥサンに留めおこうと彼を誘惑する。そんな無為の日々の中で、ゲラルトは偶然からステファン・スケレンら、皇帝への反逆を企むニルフガード軍の密談を聞く。その情報でヴィルゲフォルツの拠点や、イェネファーが囚われていることを知ったゲラルトはトゥサンを旅立つことを決める。
この頃、ニルフガードと北方諸国の戦争は激化の一途を辿っていた。医学生シャニなど、これまでゲラルトが出会った人々の中にも何らかの形で戦争に関与している者も多い。そしてテメリアの首都ヴィジマ近郊で、クーホルン率いるニルフガード本隊と、北方諸国連合軍の会戦が起こる。当初は連合軍が劣勢であったが、レダニアの援軍による急襲と、クーホルンの戦死によってニルフガードは敗走する。これが転機となってニルフガード軍は元の国境まで引き戻され、シントラにて和平条約が結ばれ今次の戦争は終結する。しかしながら、各国や女魔術師結社など各勢力は虎視眈々と勢力拡大を狙って暗闘を続けることが示唆される。
時間軸すら乱れる異世界転移中でシリは、ニムエの導きによってヴィルゲフォルツの居城であるスティガ城にたどり着く。シリは単身で挑むも、ヴィルゲフォルツに返り討ちに遭い幽閉される。ヴィルゲフォルツはシリに自分の子を受胎させようと目論むが、そこにゲラルトと仲間たち（ミルヴァ、カヒル、レジス、アングレーム）が城に突入する。ゲラルトはシリとイェネファーを解放するも、苛烈な戦闘の中で仲間たちは全員が死亡する。ゲラルトとイェネファーはヴィルゲフォルツを、シリはボンハートと相対し、最後の戦いを制する。
満身創痍のゲラルトらを私兵を率いたスケレンが包囲するも、そこにニルフガード軍を率いるエムヒルが現れ、彼らを蹴散らし、スケレンは反逆罪で拘束される。ここでエムヒルの正体がシリの実父ダニーであることが明かされ、すべての謎が明らかになる。エムヒルは、予言にある世界を救う子を生み出すため、シリを后妃にするつもりであり、近親相姦となることを知るゲラルトとイェネファーを口封じのために殺害したいと考えている。しかしながら、皇帝の慈悲として2人で最期の時間を共にしての自害を許す。こうしてエムヒルはシリを手に入れ、夜伽の準備を進める中、思い出にある愛情深い両親を真の意味で失ったことに涙した実娘を見て、思い直す。結局、エムヒルは3人を放置して、そのまま城を後にする。
3人はこれまでの出来事を振り返るように各地を旅をする。そして、けじめをつけるため、シリとイェネファーは女魔術師結社のあるコヴィリへ向かう。結社は当初の目的通りにシリを手中に収めたいが、リヴィアで待つゲラルトと再会したいと強く願う彼女に拒絶される。結局、投票で方針を決めることになり、結社の長であるフィリパはシリの自由を許す。
リヴィアで待つゲラルトは途中で合流したダンディリオンと共に旧知のドワーフであるヤーペンやゾルタンと再会し、酒場で盛り上がる。その矢先、些細な諍いから人間族と非人間族が争う暴動が始まり、やがて虐殺事件に発展していく。ゲラルトは非人間族たちを守ろうと剣で人間らを牽制するも、人間の青年によってピッチフォークで胸を突き刺される。そこにシリとイェネファーが駆けつけ、暴徒たちはイェネファーの魔法で蹴散らされ、暴動は鎮圧される。イェネファーは瀕死のゲラルトを助けようとするが魔力を使い切り、彼女も倒れ、2人とも息を引き取る。悲惨な結末の中でユニコーンが現れ、シリは2人を船を乗せ、霧の湖へと漕ぎ出す。そして未知の場所（アヴァロンであることが示唆される）でゲラルトとイェネファーは目を覚ます。
シリはここまでをガラハッドに語り終えた後、物語はここで終わらせず、ゲラルトとイェネファーは結婚して末永く幸せに暮らすようにしたいと涙ながらに言う。ガラハッドはシリをキャメロットに招待し、2人が王城へ向かうシーンで物語は幕を閉じる。

## 登場人物

### 主要人物
リヴィアのゲラルト
主人公。怪物退治を生業とするウィッチャーと呼ばれる存在の男。「白狼」「ブラビケンの殺し屋」の異名を持つ。シリ捜索の手掛かりを失いトゥサンに身を寄せる。
シリ
本名シリラ。亡国シントラの王女。「古き血脈」と呼ばれる存在。様々な者からその身柄を狙われる。異世界に飛び、そこで自身の血筋や運命を知る。
ヴェンガーバーグのイェネファー
妖艶な美貌を持つ女魔術師。ゲラルトの元恋人。シリを見つけ出す手掛かりとしてヴィルゲフォルツに幽閉される。

### ゲラルトの仲間たち
ダンディリオン
ゲラルトの友人である吟遊詩人。吟遊詩人として名声を得ている優男で大の女好き。
ミルヴァ
本名マリア・バリング。弓の名手。ブロキロンの木の精の協力者。ゲラルトの旅に同行する。
カヒル・マー・ディフリン・エプ・シラク
黒い羽根付き兜の騎士。ニルフガード皇帝の執事長の息子。心変わりしてニルフガード離脱し、シリを守りたいと願う。
エミール・レジス・ロヘレック・タージフ＝ゴドフロイ
通称レジス。墓場を拠点とする風変わりな理髪外科医。その正体は絶大な戦闘力を持つ上級吸血鬼。
アングレーム
まだ若い女盗賊。処刑されかかっていたところを、シリの面影を見出したゲラルトに救われる。

### 女魔術師会
フィリパの提案により結成された新たな魔法使いの結社。北方地域の支配を目論む。
フィリパ・エイルハート
レダニア国王付きの女魔術師。女魔術師会のトップ。結社を確実にするため、シリの行方を追う。
トリス・メリゴールド
ゲラルト、イェネファー共通の友人である女魔術師。
キーラ・メッツ
テメリアの女魔法使い。
サブリナ・グレヴィシグ
ケイドウェンの女魔法使い。
マルガリータ・ラウクス＝アンティレ
女魔法使い。アレツザの魔法学校の校長。
シーラ・ド・タンカーヴィレ
コヴィリの女魔術師。
アシーレ・ヴァル・アナヒッド
ニルフガード帝国の女魔術師。
フリンギラ・ヴィゴ
ニルフガード帝国の女魔術師。
カルシア・ヴァン・カンテン
ヴァティエル・ド・リドーの愛人。アシーレと通じている。別名カンタレラ。
アイダ・エミアン
エルフの女魔法使い。
フランチェスカ・フィンダベア
女魔術師。「谷間のヒナギク」の異名を取る絶世の美女。エルフ族。エルフ族による自治領（花の谷）の女王。

### ニルフガード帝国
エムヒル・ヴァル・エムレイス
ニルフガード帝国皇帝。「白炎」のあだ名で知られる。数年前に突如現れて帝位に着くと国を立て直し、北方侵攻を開始する。
ヴァティエル・ド・リドー
ニルフガード帝国の軍諜報部長。
ヨアキム・ド・ヴェット
ニルフガード帝国の有力貴族。
アーダル・エプ・デヒー
ニルフガード帝国の有力貴族。
シラード・フィッツ＝エスターレン
ニルフガード帝国大使。
メンノ・コーホルン
ニルフガード軍の指揮官。

### トゥサン公国
アンナ・ヘンリエッタ公爵夫人
トゥサン公国の統治者。ダンディリオンと男女の仲となる。
レイナート・ド・ボワ＝フレネ
トゥサン公国の遍歴の騎士。通称「市松の騎士」。

### ヴィルゲフォルツ一派
ヴィルゲフォルツ
シリを追う魔法使い。現在は表舞台から姿を消し、居城スティガ城より部下を使って命令を下している。エムヒルが帝位を継ぐ前から彼に協力していたことが明かされる。
ステファン・スケレン
ニルフガード帝国特任管財官。別名モリフクロウ。実は皇帝への反逆を企んでいる。前作においてヴィルゲフォルツに与することを決める。
レオ・ボンハート
ニルフガードの雇われ殺し屋。老齢だが高い戦闘力を持つ。前作においてヴィルゲフォルツに与することを決める。ネズミのメンバーを虐殺し、シリから仇と狙われる。
ボリース・ムン
追跡屋。スケレンの武装団のメンバー。

### アルダーの民
アヴァラック
エルフの賢者（アエン・セヴェルネ）。本名は、クレヴァン・エスペイン・エプ・カオマン・マカ。
エレディン・ブレアック・グラス
エルフ。「赤き騎馬団」のリーダー。
オーベロン・ミュルセタク
アエン・エレの王。アヴァラックに従い、シリとの間に子を成そうとする。

### 北方諸国
フォルテスト
テメリアの国王。
メーヴ
ライリアとリヴィアの女王。
デマヴェンド
エイダーンの国王。
ヘンセルト
ケイドウェンの国王。
ジギスムント・ディクストラ
レダニア国の諜報部長。背丈は2メートル近く、体重は200キロ近くある巨漢の策謀家。フィリパの動きを警戒する。
サイラス・エンギルキンド・ヘメルファルト
ノヴィグラドの高僧。
ジョン・ナタリス
テメリア軍総司令官。
ブロニボル
ヴィジマの歩兵団の指揮官。
バークレー・エルス
ドワーフ。ドワーフ義勇連隊の指揮官。
アダム・パングラット
傭兵団「自由中隊」の指揮官。別名アデュー。
ジュリア・アバテマルコ
「自由中隊」の隊長。別名「かわいい仔猫」。
ネンネケ
メリテレ寺院の巫女頭。
ジャレ
メリテレ寺院の巫女頭。
ゾルタン・シヴェイ
かつてゲラルトと旅を共にしたドワーフ。
ヤーペン・ジグリン
かつてゲラルトと旅を共にしたドワーフ。
ミロ・ヴァンダーベック（ラスティ）
ハーフリング。軍医。
シャニ
志願看護師。オクセンフルトの医学生。
イオラ
志願看護師。メリテレ寺院から来た巫女。
マルティ・セデルグレン
女魔法使い。施療師。

### その他
ニムエ
本編の数世紀後の女魔術師。謎多きゲラルトとシリの伝説を研究しており、湖畔に住むため、「湖の貴婦人」の異名をとる。
コンドワイラマーズ・ティリー
魔法学校の修練生で、夢読み人。ゲラルトとシリの伝説を研究しており、ニムエに弟子入する。
ガラハッド
アーサー王伝説に登場する円卓の騎士本人。異世界より転移してきたシリと出会い、彼女を伝説の「湖の貴婦人」（湖の乙女）と勘違いする。